# HomeAdvisor
HomeAdvisor (anciennement ServiceMagic) est un service Internet exploité par IAC/InterActiveCorp pour les locataires et propriétaires de maison canadiens & américains, pour les aider à trouver des artisans du bâtiment, des entrepreneurs pour des travaux de rénovation de maison.

## Histoire
D’après IAC/InterActiveCorp, ServiceMagic a été créée en 1998. L’entreprise, qui a plus de 950 employés et collaborateurs, a généré 1,25 milliard de dollars de chiffre d’affaires prévisionnel pour son département professionnels. ServiceMagic sert 58 000 entrepreneurs et artisans localisés par zone géographique, catégorisée dans des projets de « rénovation de la maison » et autres projets. IAC assure que ses vendeurs sont présélectionnés pour des licences d’entrepreneurs et d’assurance. Cette présélection vérifie des informations financières et criminelles.
Les propriétaires utilisent les services de ServiceMagic gratuitement, tandis que les professionnels adhérents paient de 5 à 120 $ par la mise en relation avec les propriétaires, suivant le type de travail à réaliser.
Le site comprend pour les clients, un système de notation et de commentaires (ratings & reviews) concernant les professionnels ; et un centre de ressources pour les propriétaires qui comprend des conseils, des outils et des galeries d’images sur tout ce qui touche le foyer.
ServiceMagic a été fondée en 1998 par Rodney Rice et Michael Beaudoin, membres de l’équipe fondatrice d’Einstein Bros. Bagel. ServiceMagic a mis en relation les propriétaires et les professionnels, par l’intermédiaire de 7 millions de demandes de travaux. 
En janvier 2008, IAC/InterActiveCorp (cotée au Nasdaq et classée en 2007 par Fortune, société la plus réputée et admirée dans la catégorie « services Internet et distribution ») a nommé l’ancien vice-président sénior de la division clientèle, Craig Smith en tant que Président-directeur généra de ServiceMagic. Les deux fondateurs de ServiceMagic (R. Rice et M. Beaudoin) ont glissé vers les postes de coprésidents de comité de direction de ServiceMagic. 
En mars 2008, ServiceMagic a lancé un service nommé ScreenAPro, une aide contre la fraude aux travaux de rénovation. Le Wall Street Journal a suggéré que le service ScreenAPro soit le fichier centralisé libre de droit, d’informations civiles et judiciaires sur les entrepreneurs.
En août 2008, près la scission négociée de TicketMaster, LendingTree, HSN et d’Interval Leisure Group du groupe IAC/InterActiveCorp, ServiceMagic est resté, sous le giron de la maison mère et est restée l’une de ses sociétés « phare ».
Cette scission a augmenté de 33 % les profits de second trimestre du groupe.
En octobre 2008, ServiceMagic US a acquis le spécialiste français des devis en ligne 123devis.com et Travaux.com, fondé par Jean-David Habib, ainsi que les projets anglais 123GetaQuote.co.uk pour créer ServiceMagic Europe. 
En mars 2009, la division anglaise a été renommée ServiceMagic.co.uk.
En 2012, ServiceMagic est rebaptisé HomeAdvisor.